# Alphonse Didier-Nauts

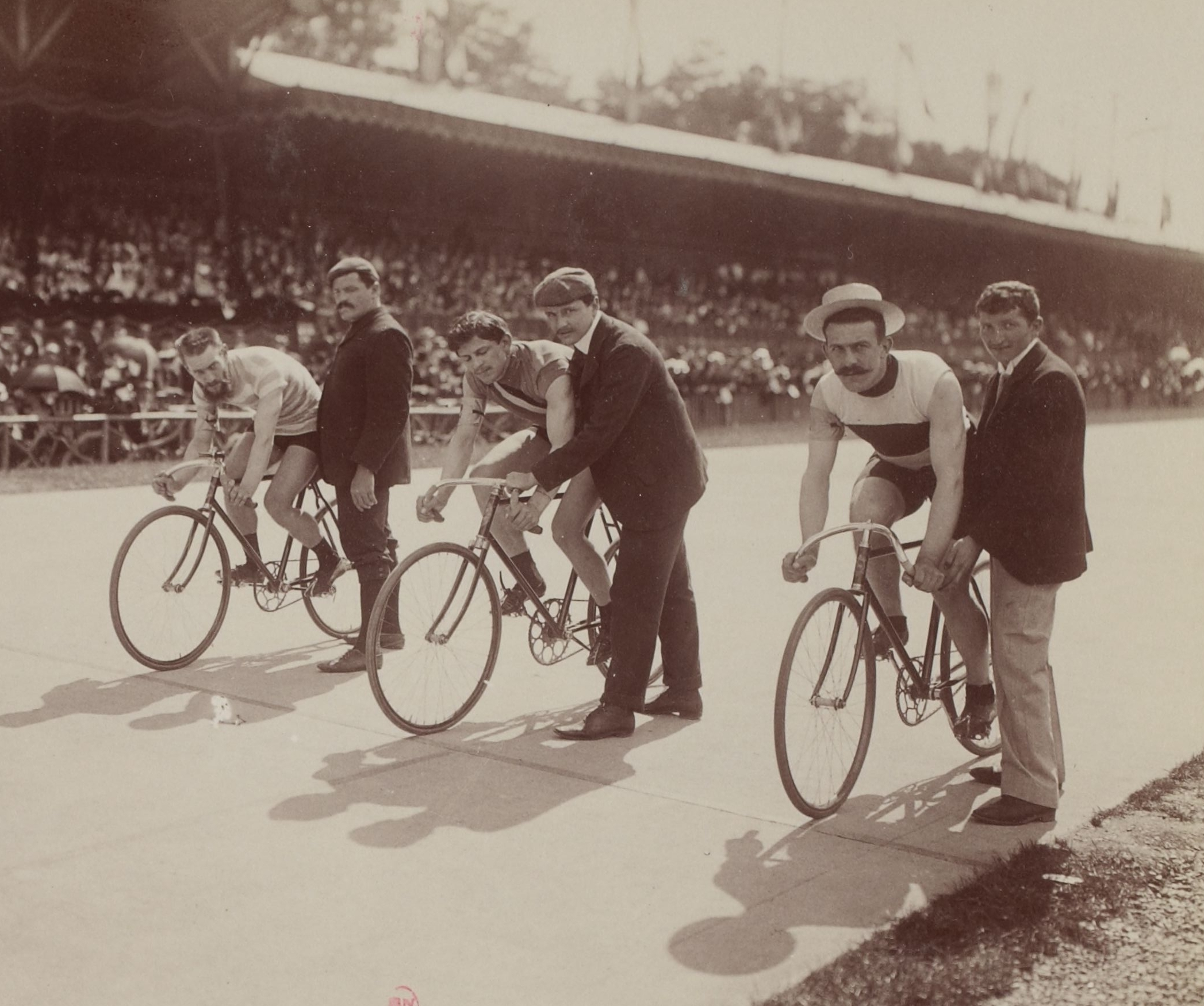
Grand Prix de Paris, 29 juin 1902; de g. à dr. Alphonse Didier-Nauts, Willy Arend, et Harrie Meyers

Alphonse Didier Nauts, né le 21 mai 1877 à Anvers et mort à une date inconnue, est un motocycliste et cycliste sur piste belge. Il a remporté une médaille d'or aux Championnats du monde de cyclisme sur piste de 1900 dans l'épreuve de vitesse.

## Biographie
Issu de la grande bourgeoisie anversoise, il est le fils de Jean Charles Guillaume Nauts (1838-1901) et de Marie-Louise (Mina) Henriette Oedenkoven (1860-1922). Sa sœur ainée Anne-Marie Henriette Nauts, épouse Lanza di Trabia-Branciforte, est la mère de Lanza del Vasto. Il est ingénieur,.
En juillet 1899, il gagne une course de motocycles et de motocyclettes, le Criterium des chauffeurs amateurs. En septembre, il court Paris-Provins motocycliste. En 1900, il prend le départ de Paris-Roubaix motocycliste, gagné par Paul Baras et comme les autres concurrents, il est poursuivi et acquitté pour l'accident de la Croix-de-Noailles,. Il court le quatrième Critérium des Motocycles en 1900, d'Étampes à Chartres,.
En juillet 1900, Il gagne le championnat de France de vitesse amateurs,. En août de la même année, il gagne le championnat du monde de vitesse amateurs où il représente la France.
Il passe professionnel en 1901. Le 11 novembre 1901, Didier-Nauts, établit le record du  kilomètre, départ arrêté, avec entraineur, en 1 min. 04 s. 1/5, battant le record de Michael de 1 min.07 s. 3/5,,.
En juin 1902, dans le cadre du Grand Prix de Paris, il gagne le Prix de l'Espérance,.
Il arrête la compétition cycliste fin 1903 mais s'entraine en vue du Grand Prix de Paris 1904.
En septembre 1907, il prend le départ de la course de côte de Château-Thierry sur une voiturette Sizaire-Naudin.
Il reprend une licence amateur en 1908et court le Grand Prix de la République où il gagne sa série.

## Palmarès sur piste

### Championnats du monde
- Paris 1900
  -  Champion du monde de vitesse amateurs

### Championnats nationaux
- 1900
  -  Champion de France de vitesse amateurs

### Autres
- Prix de l'Espérance : 1902